# جيمي غارفين
جيمي غارفين (بالإنجليزية: Jimmy Garvin)‏ هو مصارع هاوي أمريكي، ولد في 25 سبتمبر 1952 في تامبا في الولايات المتحدة.

## وصلات خارجية
- جيمي غارفين على موقع CageMatch worker (الإنجليزية)
- جيمي غارفين على موقع قاعدة بيانات المصارعة على الإنترنت (الإنجليزية)
- جيمي غارفين على موقع عالم المصارعة على الإنترنت (الإنجليزية)
- جيمي غارفين على موقع عالم المصارعة على الإنترنت (الإنجليزية)

- جيمي غارفين على موقع IMDb (الإنجليزية)